# دوج لنسر
دوج لنسر (Dodge Lancer) خودرویی است که در سال‌های ۱۹۵۵ تا ۱۹۵۹، ۱۹۶۱–۱۹۶۲ و ۱۹۸۵–۱۹۸۹ تولید شده‌است.